# Glenn Poshard
 (juillet 2021).
Si vous disposez d'ouvrages ou d'articles de référence ou si vous connaissez des sites web de qualité traitant du thème abordé ici, merci de compléter l'article en donnant les références utiles à sa vérifiabilité et en les liant à la section « Notes et références ».
Glenn Poshard, né le 30 octobre 1945 à Herald (Illinois), est un homme politique américain, membre du Parti démocrate et représentant du dix-neuvième (1989-1993) et vingt-deuxième district de l'Illinois (1993-1999) à la Chambre des représentants des États-Unis.
Membre du Sénat de l'État de 1984 à 1988, il est candidat au poste de gouverneur en 1998, échouant face au secrétaire d'État de l'Illinois, le républicain George Ryan. Il est par ailleurs président de la Southern Illinois University de 2006 à 2014.